# Zarpen
Zarpen település Németországban, Schleswig-Holstein tartományban. Lakosainak száma 1466 fő (2023. december 31.). Zarpen Heidekamp és Reinfeld községekkel határos.

## Népesség
A település népességének változása:
| Lakosok száma | 1175 | 1438 | 1459 | 1447 | 1470 | 1466 |
|               | 1975 | 2017 | 2019 | 2021 | 2022 | 2023 |